# Justinian von Welz

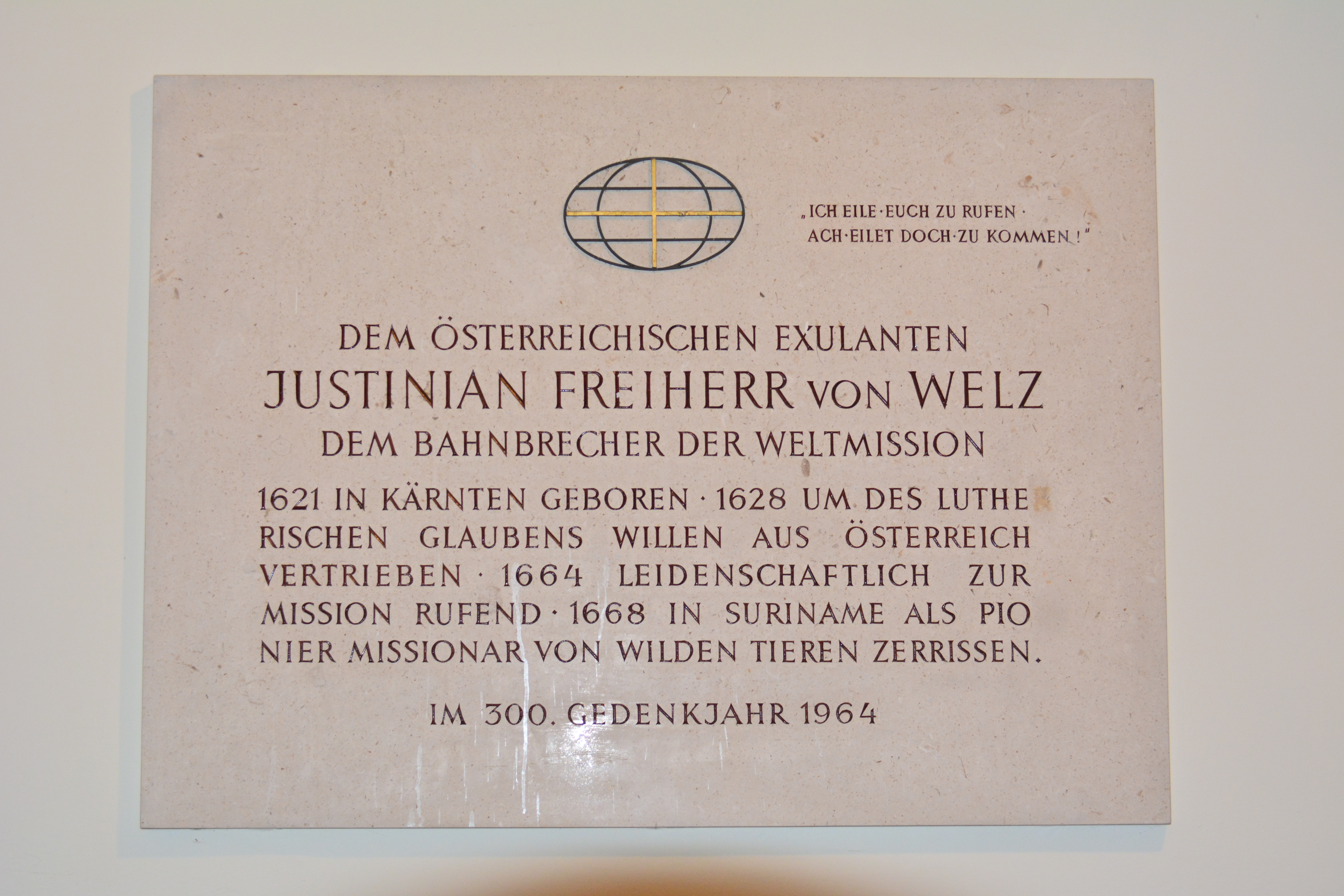
Pamětní deska ve Vídni

Justinian von Welz, baron von Eberstein (též Weltz či Wels) (1621 – mezi lety 1666–1668) byl rakouský šlechtic, křesťanský protestantský myslitel a misionář.
Narodil se v Rakousku v luterské šlechtické rodině. V důsledku protireformace musel odejít se svou rodinou do exilu.
Kolem 40 roku věku prožil konverzi, studoval Bibli, spisy luterských teologů a životy křesťanských mučedníků. Stal se kritikem soudobé luterské ortodoxie.
Ve svých traktátech předložil návrhy na vznik a rozvoj luterských misijních činností. Jeho návrhy byly představiteli církve odmítnuty. Baron von Welz odplul roku 1666 na misii do Surinamu, kde následně zakrátko zemřel.
Svými misijními návrhy předběhl svou dobu. Jeho koncepce misijní činnosti byla realizována teprve desítky let po jeho smrti skrze misie pietistů.